# بورات النيوديميوم والألومنيوم
 بورات النيوديميوم والألومنيوم مركب كيميائي صيغته NdAl3(BO3)4 ، وكتلته المولية مقدارها 460.42 غ/مول. يستعمل في مجال صنع الزجاج الخاص بالبصريات.